# Первомайский (Первомайский район, Тамбовская область)
Первома́йский  — посёлок городского типа в Первомайском районе Тамбовской области России. Административный центр одноимённого района.
Образует одноимённое муниципальное образование Первомайский поссовет со статусом городского поселения как единственный населённый пункт в его составе.
Население 10 674 чел. (2021).

## География
Расположен в северо-западной части Тамбовской области, в 92 км к северо-западу от областного центра города Тамбова, в 350 км к юго-востоку от столицы России города Москвы. рядом с федеральной автодорогой Р22 «Каспий». Станция Богоявленск Юго-Восточной железной дороги на Рязано-Уральском железнодорожном ходу.

## История
Населённый пункт впервые упоминается в 1831 году. Посёлок возник как деревня Харче́вня по обе стороны Астраханского тракта.
В 1866 году здесь была открыта железнодорожная станция Богоявленск на линии Ряжск — Козлов (Мичуринск). При ней стало расти село Ново-Богоявле́нские выселки.
В 1888 году была построена церковь Пресвятой Богородицы (сохранилась поныне).
24 января 1958 года село Ново-Богоявленские Выселки переименовано в посёлок  Первомайский. Ранее, 11 ноября 1937 года, Сеславинский район, где находилось Богоявленское, стал Первомайским.
В 1959 году Первомайский стал посёлком городского типа.

## Население
| 1959    | 1970    | 1979    | 1989    | 2002    | 2009    | 2010    |
| ------- | ------- | ------- | ------- | ------- | ------- | ------- |
| 6254    | ↗10 604 | ↗12 706 | ↗13 767 | ↘13 748 | ↘12 981 | ↘12 654 |
| 2012    | 2013    | 2014    | 2015    | 2016    | 2017    | 2018    |
| ↘12 462 | ↘12 268 | ↘12 152 | ↘12 024 | ↘11 910 | ↘11 742 | ↘11 612 |
| 2019    | 2020    | 2021    |         |         |         |         |
| ↘11 346 | ↘11 137 | ↘10 674 |         |         |         |         |

Национальный состав
По итогам переписи населения 2020 года проживали следующие национальности (национальности менее 0,1 % и другое, см. в сноске к строке «Другие»):
| Национальность | Численность, чел. | Доля     |
| -------------- | ----------------- | -------- |
| Русские        | 10 146            | 95,05 %  |
| Цыгане         | 200               | 1,87 %   |
| Таджики        | 25                | 0,23 %   |
| Украинцы       | 19                | 0,18 %   |
| Армяне         | 15                | 0,14 %   |
| Азербайджанцы  | 15                | 0,14 %   |
| Другие         | 254               | 2,39 %   |
| Итого          | 10 674            | 100,00 % |

## Экономика
Сельхозпредприятия, завод химического машиностроения ПАО «Первомайскхиммаш», в прошлом градообразующий, мясоптицекомбинат «Первомайский», компрессорная станция «Первомайская» Моршанского ЛПУМГ и пр.

## Достопримечательности
- Памятники погибшим воинам в годы Великой Отечественной войны.